# Biserica Colțea

Biserica Colțea

Biserica Colțea sau Trei Ierarhi-Colțea este o biserică din București care a aparținut ansamblului Mănăstirii Colțea, acum dispărut, căreia Turnul Colței îi servea drept clopotniță. Biserica a fost terminată probabil în jurul datei de 18 octombrie 1702, când a primit un hrisov patriarhal.
Biserica Colței este astăzi cel mai vechi edificiu bucureștean funcțional, aflat încă în picioare. Are statut de monument istoric cu codul B-II-m-A-18220.01.

## Istoric
Biserica de piatră cu hramul Trei Ierarhi (Vasile cel Mare, Grigore Teologul și Ioan Gură de Aur, prăznuiți la 30 ianuarie) și Sfânta Cuvioasă Parascheva (14 octombrie) a fost ridicată de spătarul Mihai Cantacuzino, în perioada 1695–1698, pe locul unei biserici de lemn, cu hramul Sf. Muceniță Paraschevi, din Roma (26 iulie), ce fusese ridicată probabil în 1641-1642 de slugerul Udrea Doicescu. Deși poate fi considerată ctitoria cea mai importantă a spătarului Mihail Cantacuzino, biserica poartă până astăzi numele clucerului Colțea Doicescu, fratele lui Udrea Doicescu, care a purtat de grijă ctitoriei fratelui său, ucis în anul 1655 în răscoala seimenilor. Arhitectural, în realizarea bisericii predomină stilul brâncovenesc, însă se îmbină cu cel bizantin, cel românesc și cu barocul italian.
Cutremurul din 1838 a vătămat serios biserica. Lăcașul de cult a fost reparat în 1841 de arhitectul Faiser și de antreprenorul Conrad Schwink. În 1871, pictura interioară a fost refăcută de Gheorghe Tattarescu care a alternat diverse motive și decorațiuni din imitație de marmură. În biserică, pe peretele din vest al pronaosului, se află tabloul votiv, unde este înfățișat spătarul Mihai Cantacuzino împreună cu soția sa Maria. Ulterior, în 1895, în timpul reparațiilor supravegheate de arhitectul G. Mandrea, s-a descoperit sub tencuiala exterioară o zugrăveală în frescă, roșu cu negru, care acoperea biserica, și care i-a fost atribuită lui Pârvu Mutu. Bombardamentele din 1944 au afectat din nou biserica, lucrările de refacere și de consolidare având loc în 1949, apoi, între 1950 și 1955 a fost reconstruit turnul – clopotniță de pe pronaos, după proiectul arhitectului Horia Teodoru. Marele cutremur de pământ din 1977 a avariat grav biserica. Restaurarea bisericii Colțea, desfășurată din 2006, a presupus și reconstruirea celei de-a doua turle, cea de deasupra naosului (căzută în urma cutremurului din 1940 și a bombardamentelor din al Doilea Război Mondial). Acum biserica se apropie foarte mult de aspectul pe care l-a avut inițial.
Printre picturile deosebite aflate în biserică se numără icoana Maicii Domnului cu Pruncul, icoana Sfinților Trei Ierarhi, icoana Sfinților fără de arginți Cozma și Damian și cea a Cuvioasei Parascheva. Catapeteasma și pridvorul sunt decorate cu numeroase elemente florale iar în pridvor se găsește un portal de stil baroc italienesc amestecat cu elemente autohtone. Se compune dintr-un gol de ușă terminat în arc trilobat, încadrat de două coloane neo-corintice, împodobite cu viță-de-vie și struguri, care susțin o cornișă înaltă, tăiată în stilul Renașterii italienești. Pe friza acesteia, doi grifoni înaripați, sculptați în altorelief, întind o placă de piatră pe care altădată fusese săpată inscripția, mai apoi rasă de turci, în care erau însemnate date referitoare la construcția bisericii și la ctitorii ei. Piedestalurile coloanelor, ca și fragmentele de arhitravă de deasupra capitelurilor, sunt împodobite cu figurile, scoase mult în relief, ale celor patru Evangheliști, însoțite fiecare de atributul său.. Părți din balustrada decorată cu reliefuri cioplite în piatră ale balconului Turnului Colței, care s-au păstrat întregi după prăbușirea părții superioare a turnului cu ocazia cutremurului din 1802, au fost recuperate și au fost încadrate între coloanele pridvorului bisericii Colțea. Printre reliefurile decorative cu elemente florale se află și vulturul bicefal cantacuzin.

## Construcții anexe
În 1715, Mihai Cantacuzino a construit Hanul Colțea (acum dispărut), în jurul bisericii Colțea, pentru a putea procura bisericii și celor care o slujeau venituri din care să se întrețină.

## Dovezi arheologice
În cursul lucrărilor de reparații din 2006, în jurul bisericii au fost descoperite fundațiile unei biserici anterioare celei actuale, care ar putea fi biserica lui Udrea și Colțea Doicescu, precum și 104 morminte din secolele XVII-XIX. Mormintele fac parte din cimitirul format în jurul celor două biserici. În morminte s-au găsit monede occidentale și otomane, depuse ritual în morminte, inele, cercei, paftale. Cărămizi cu inscripții aflate sub craniile din unele morminte demonstrează că aici au fost înmormântați și monahi.
O parte din morminte fuseseră afectate când, în cursul lucrărilor de săpare a tunelurilor de metrou între satațiile Piața Unirii și Universitate, în trotuarul din fața pronaosului bisericii Colțea a fost construit un „zid de sprijin de protecție” din coloane forate. Atunci, la foarte mică adâncime (cca. 1-1,5m) au fost descoperite oase omenești.

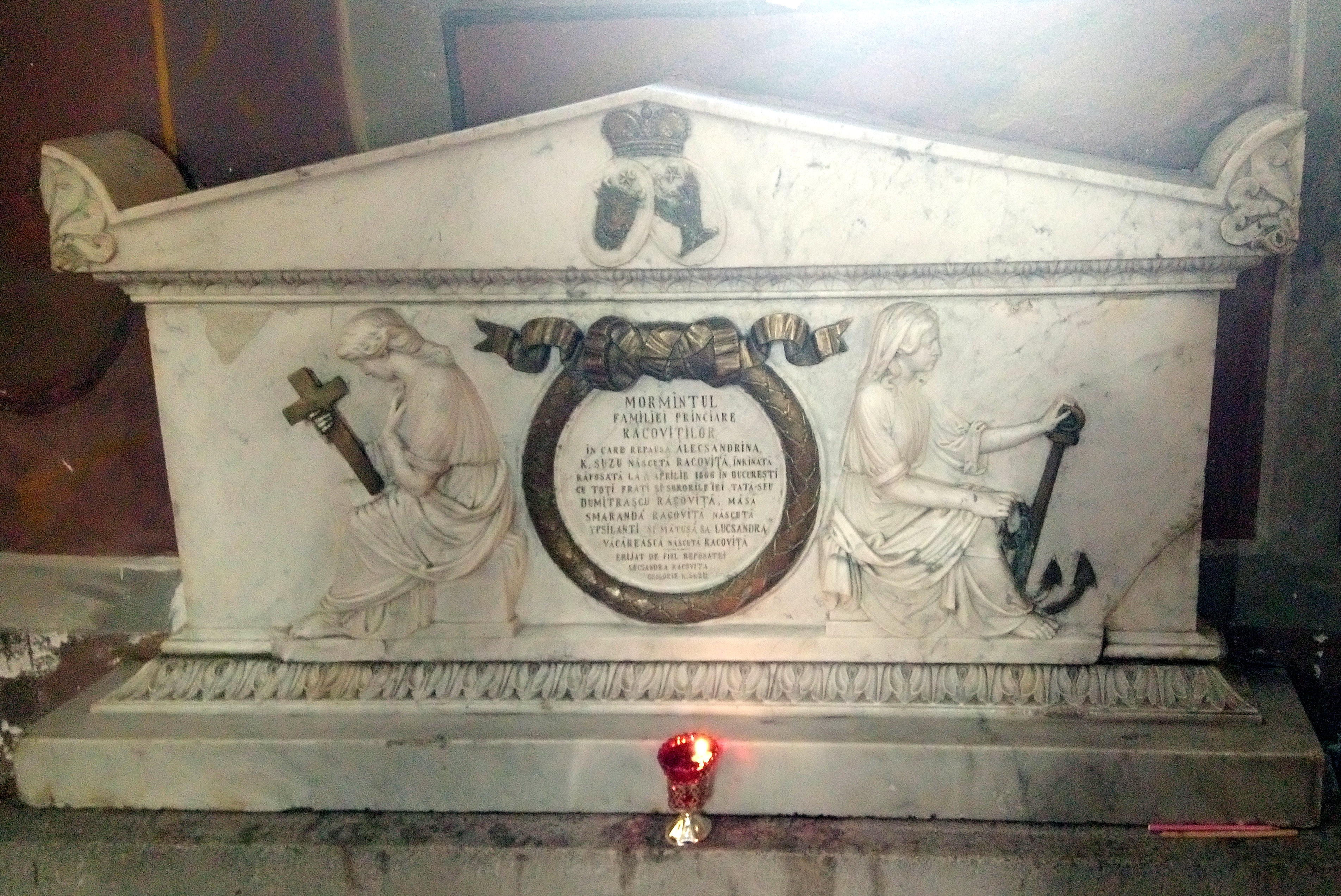
Mormântul familiei Racoviță
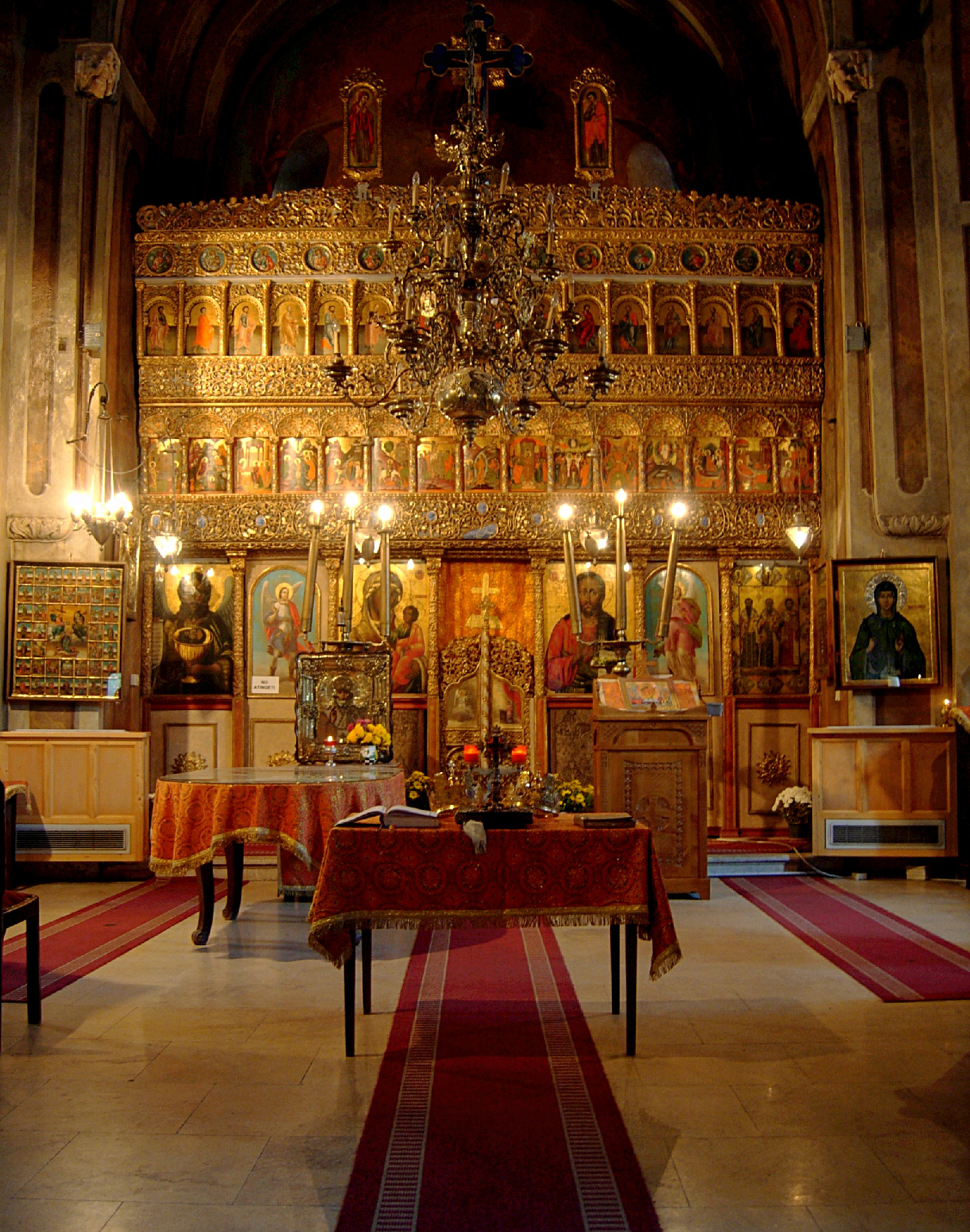
Catapeteasmă
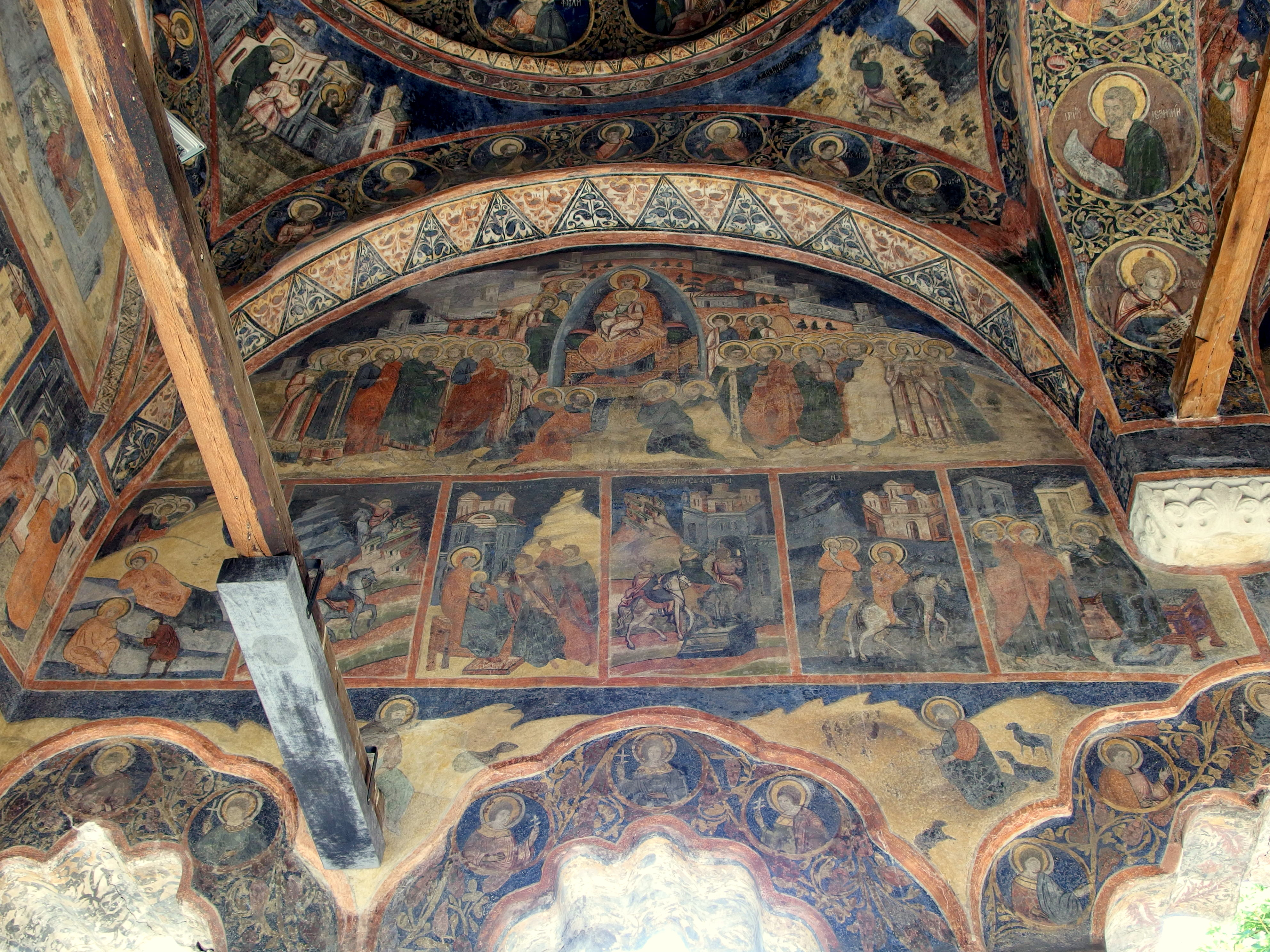
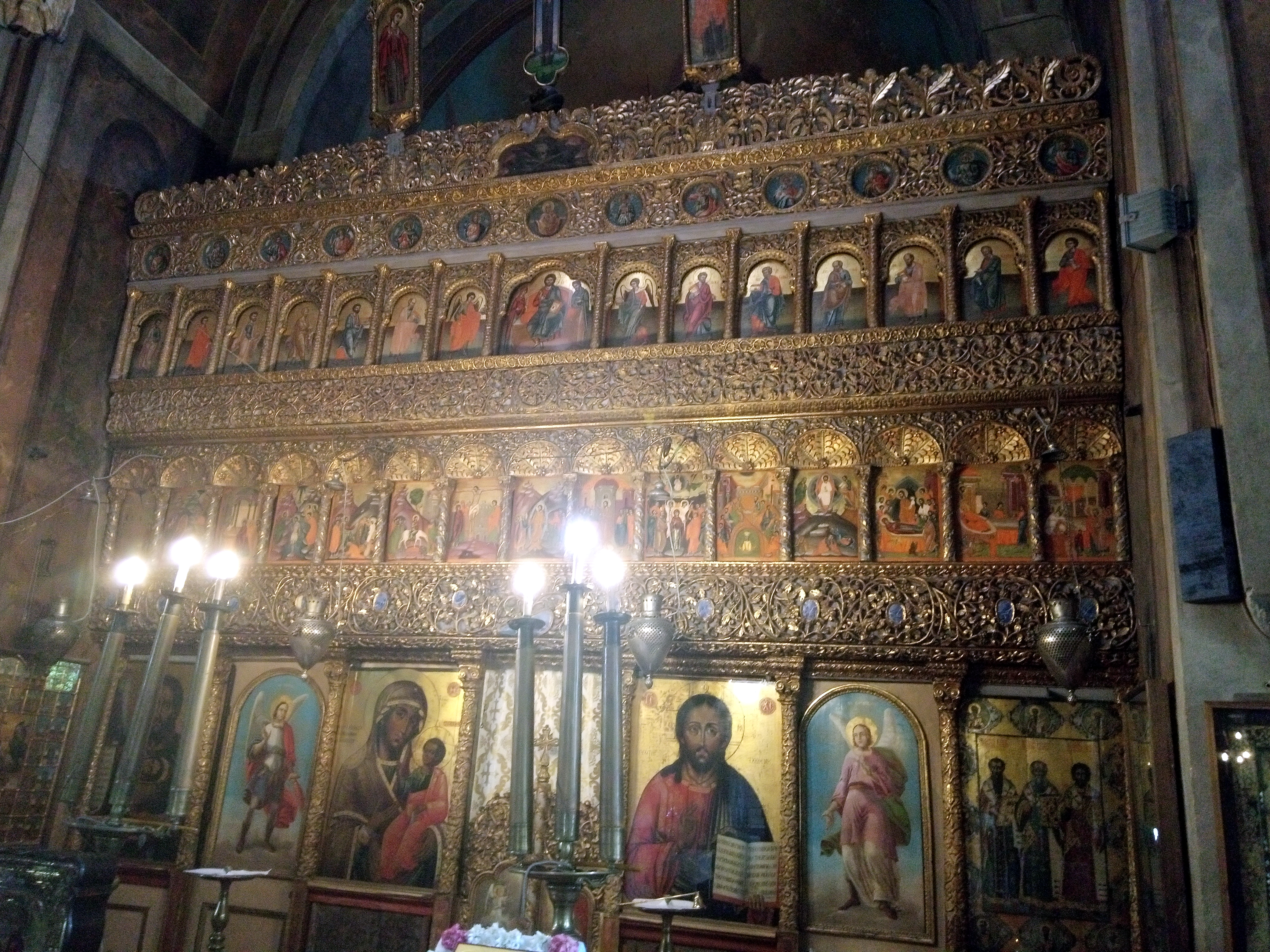
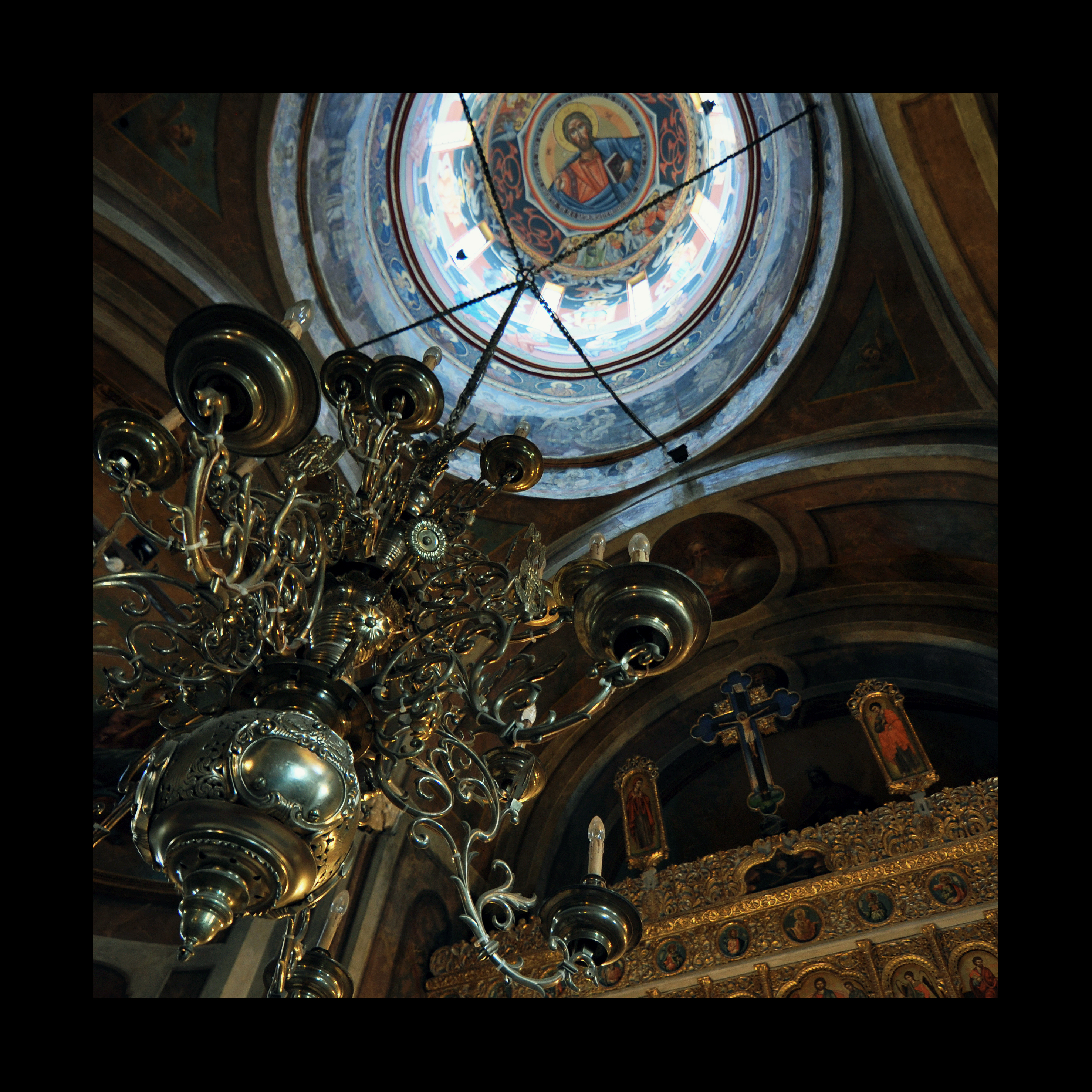

## Galerie de imagini

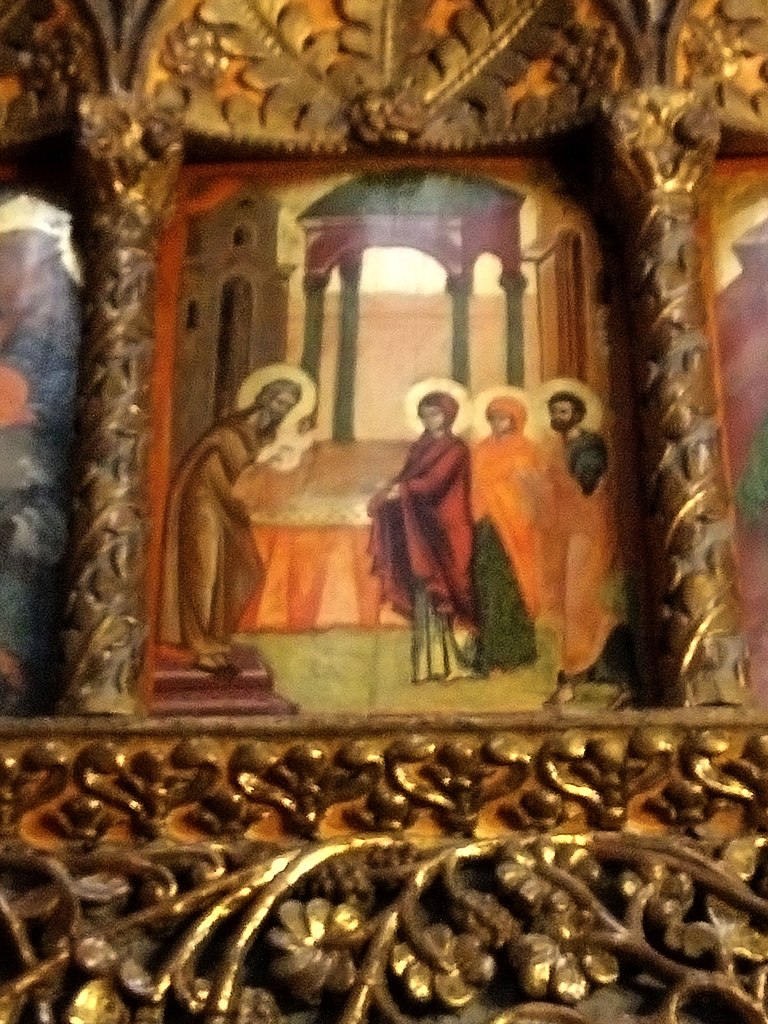
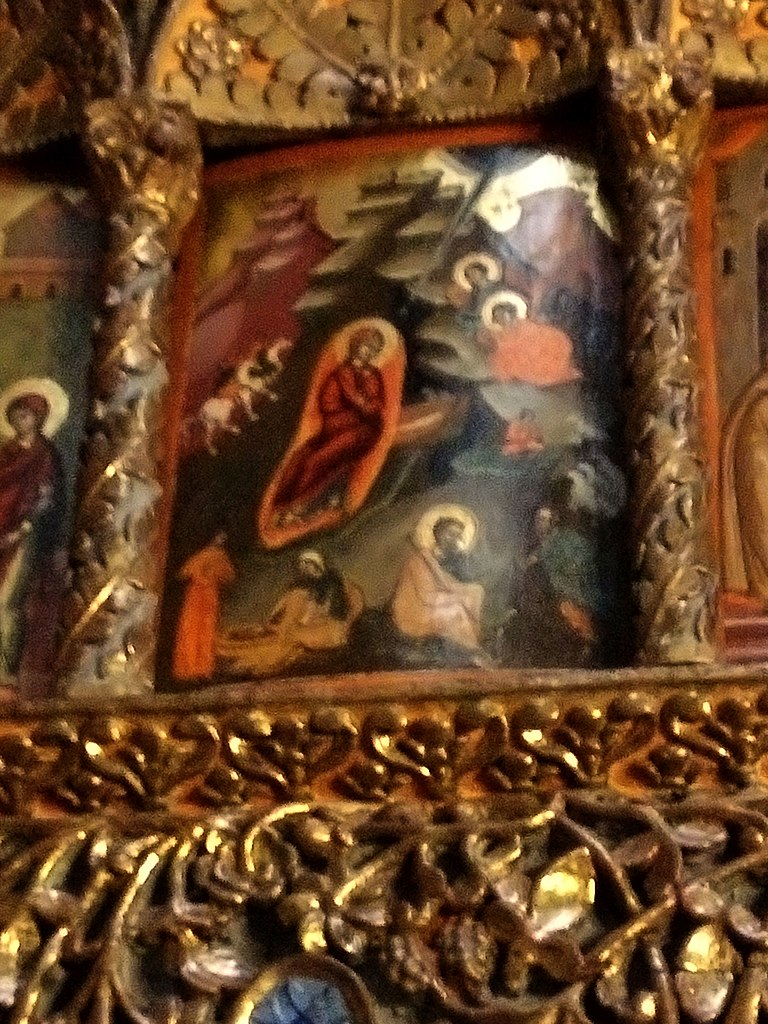
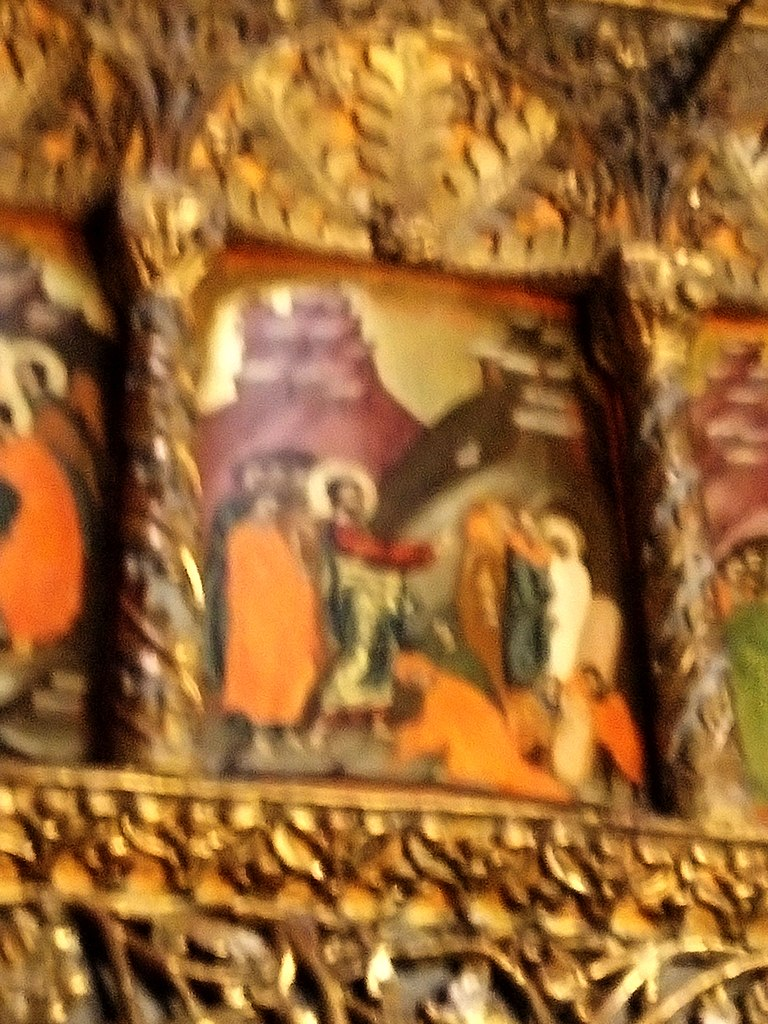
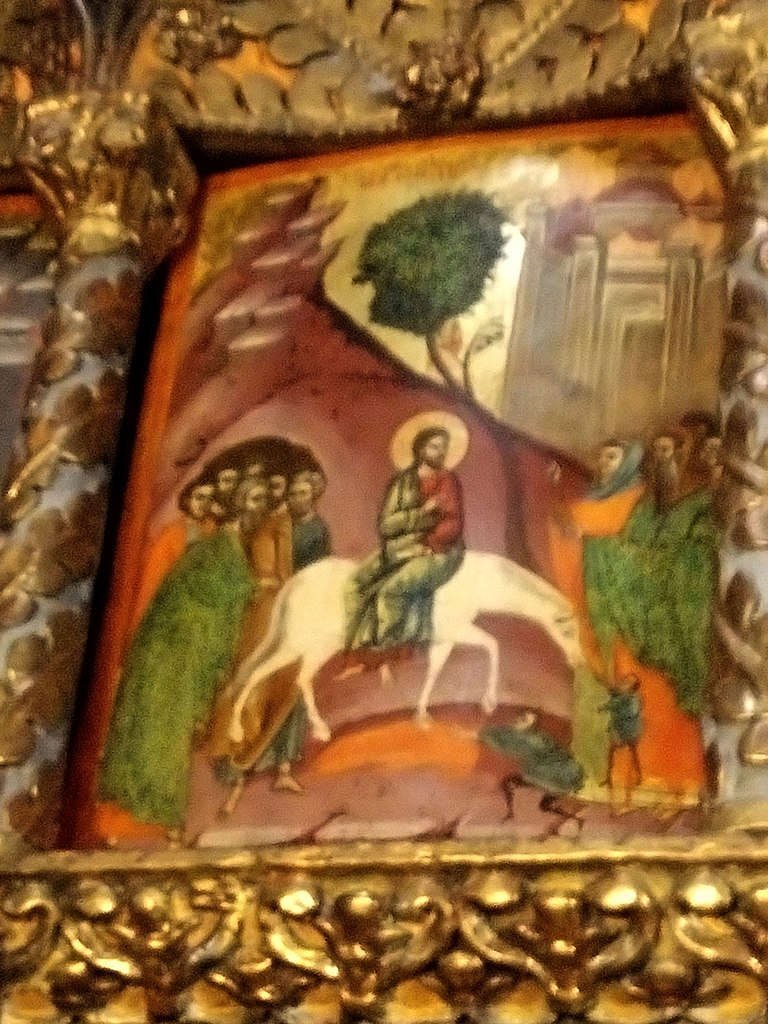
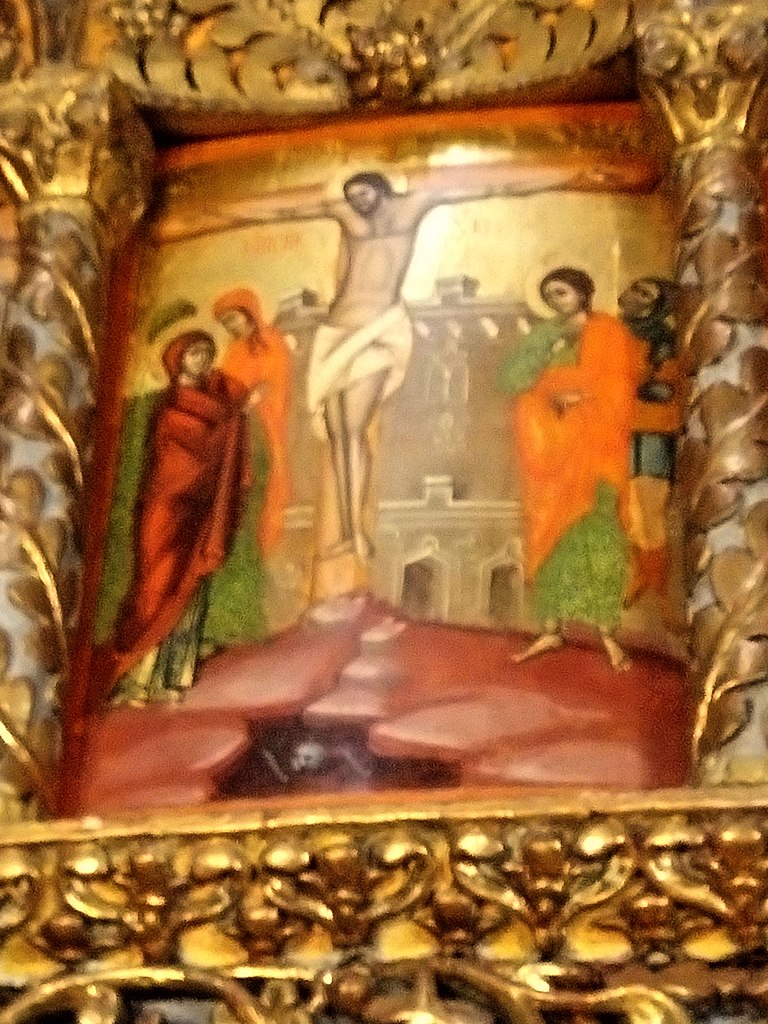
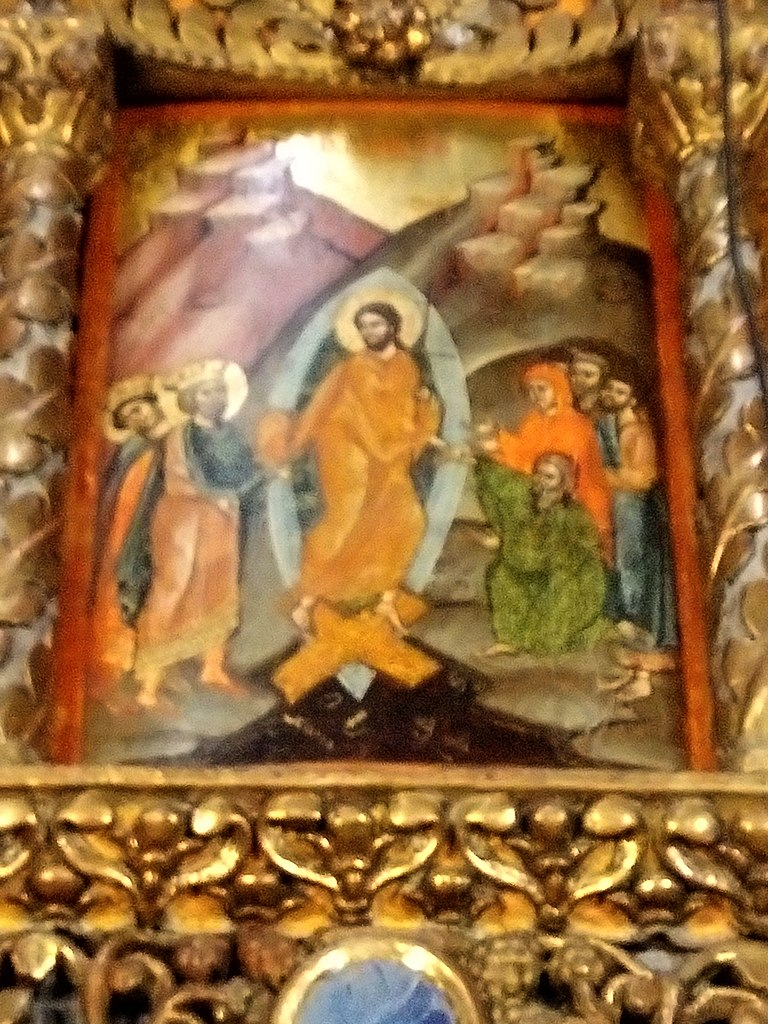
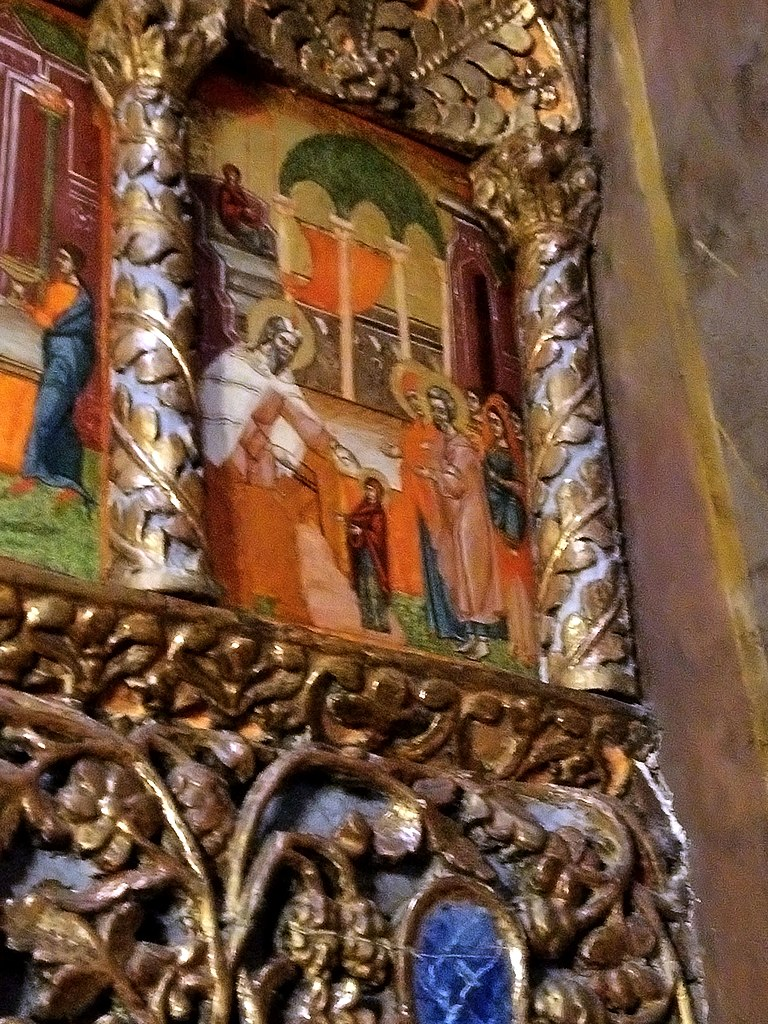

Icoane de pe catapeteasmă realizate de Gheorghe Tattarescu în anul 1873
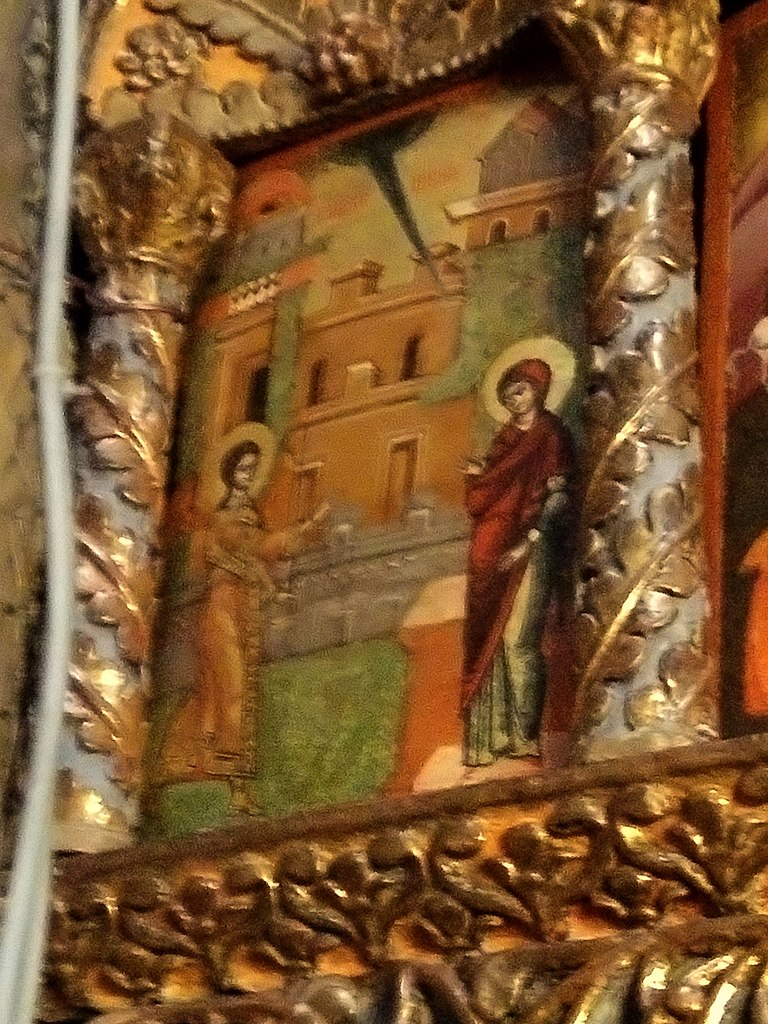
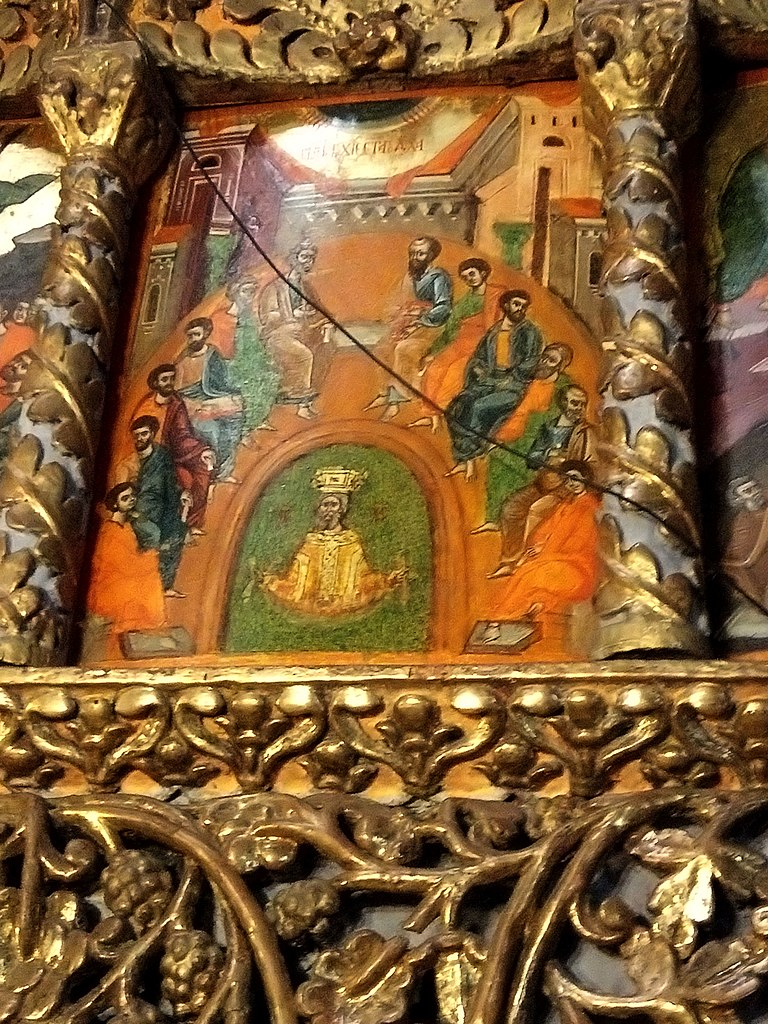
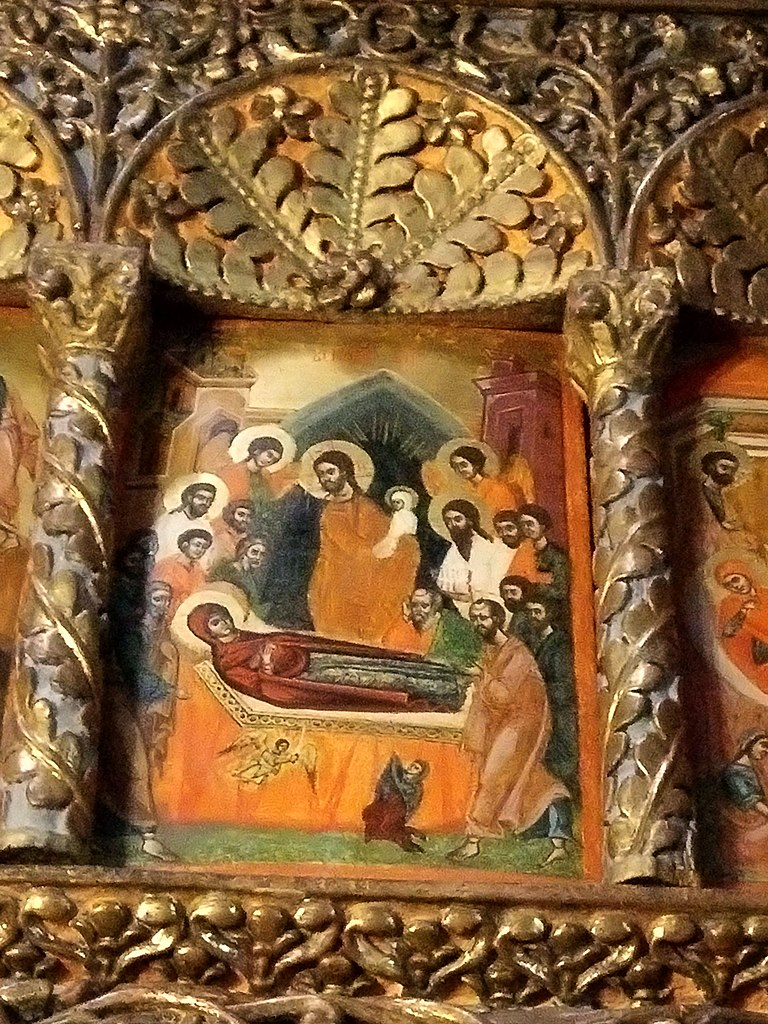
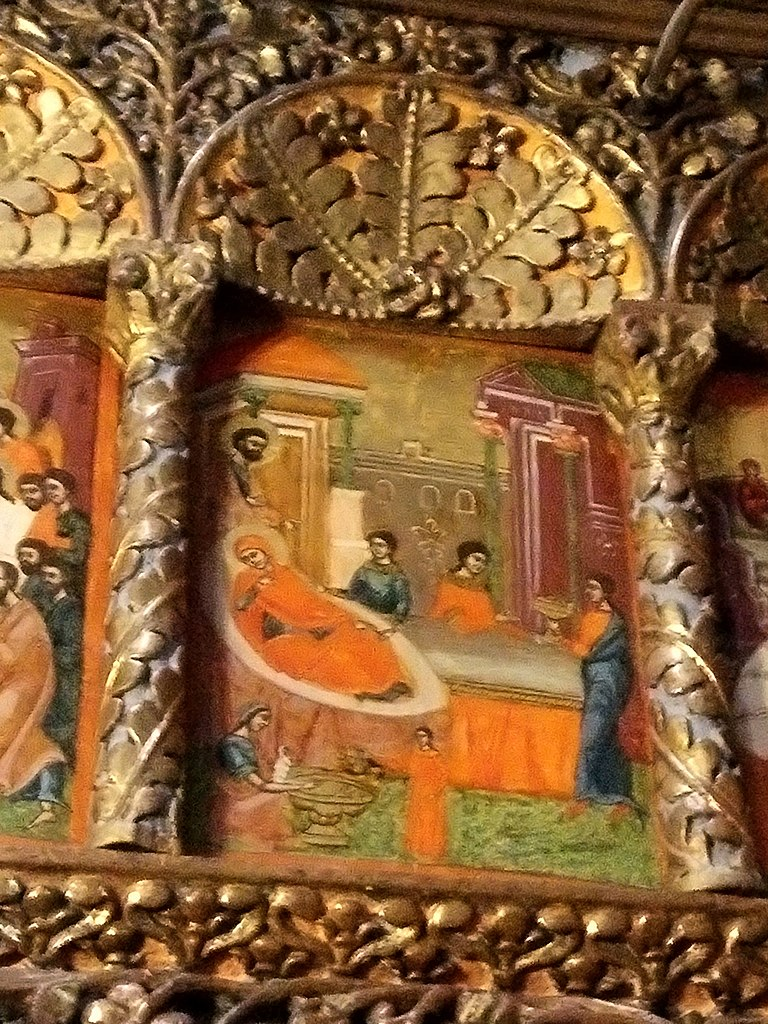
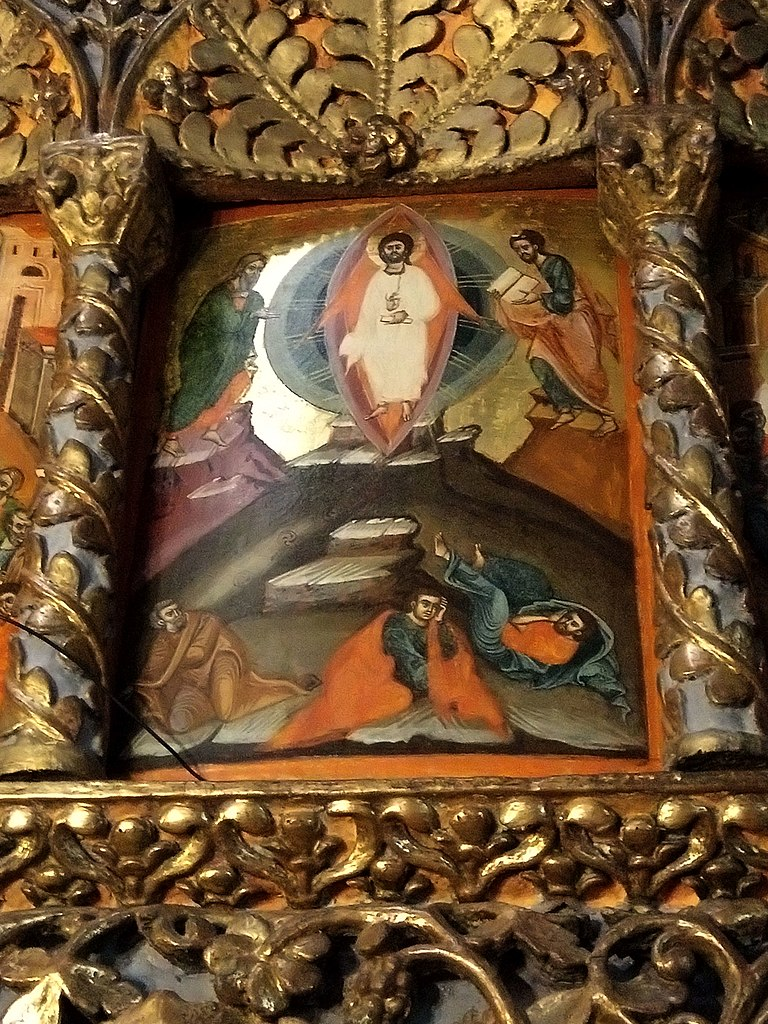
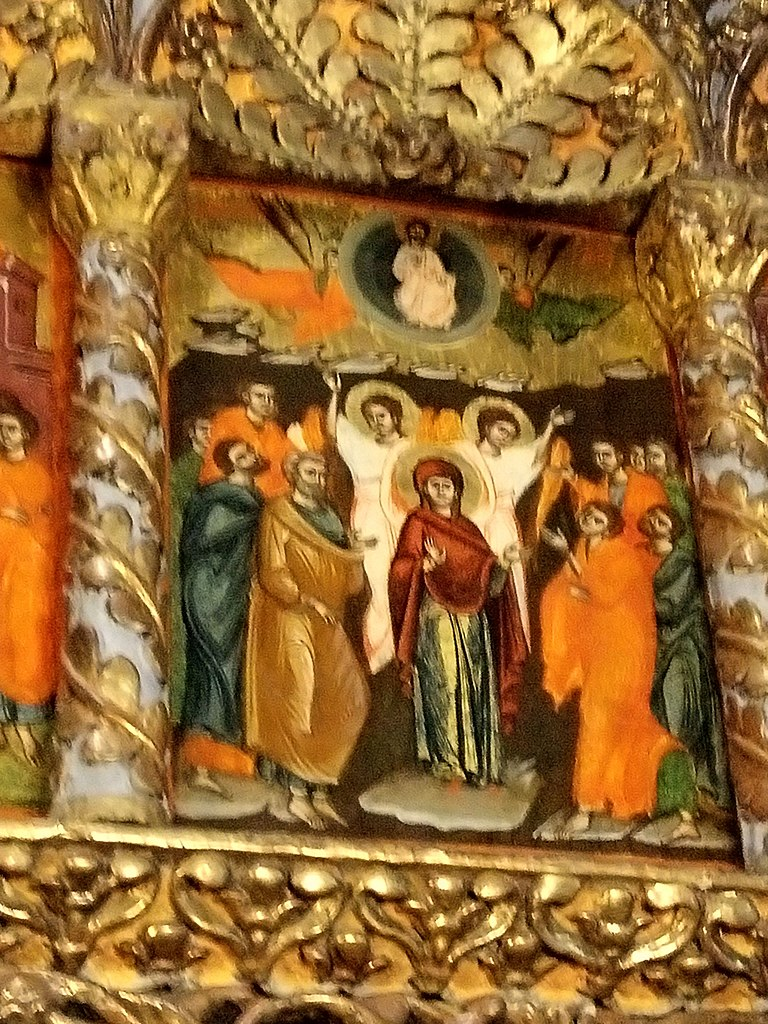
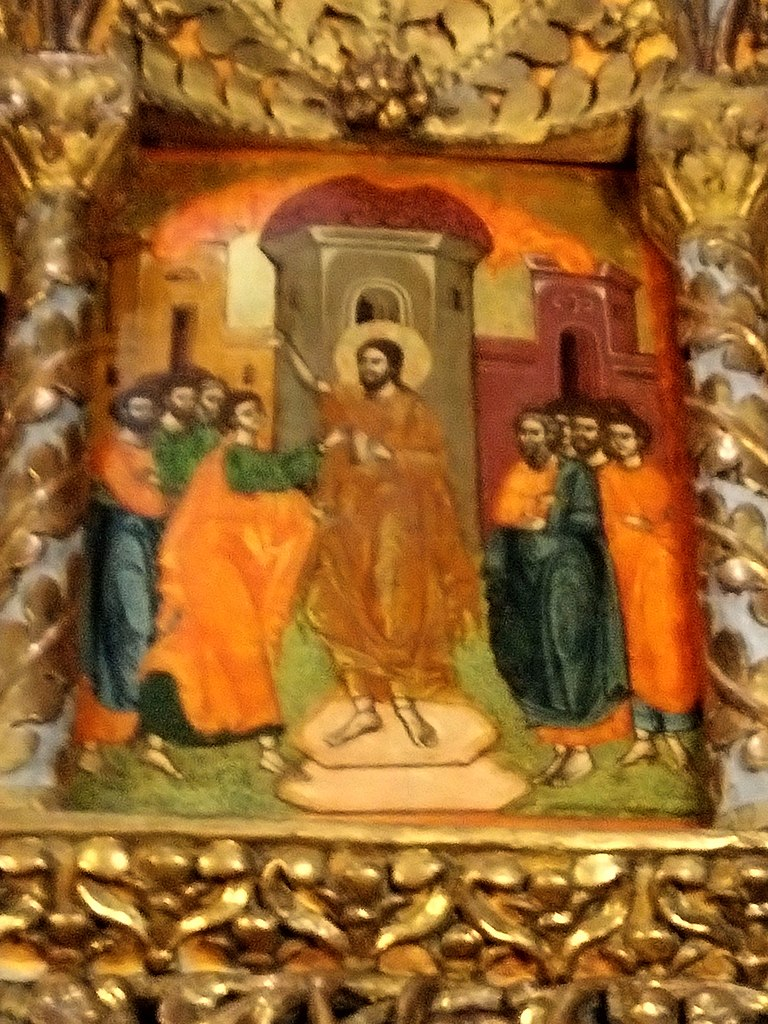
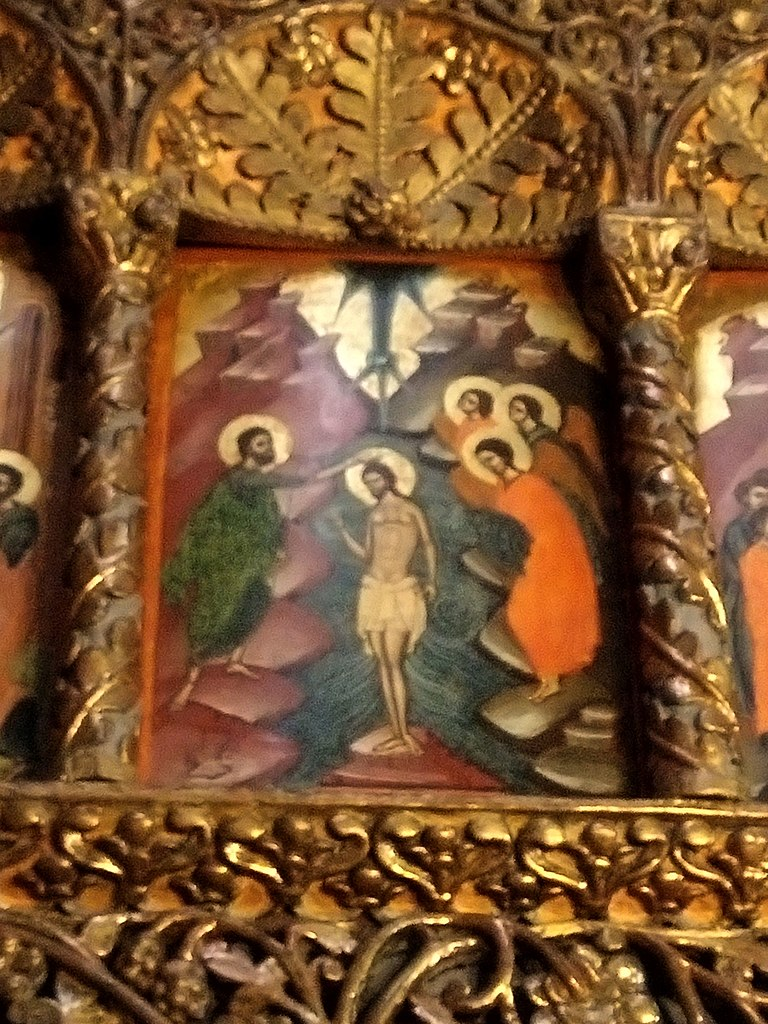

Pictură murală realizată de Gheorghe Tattarescu în anul 1873
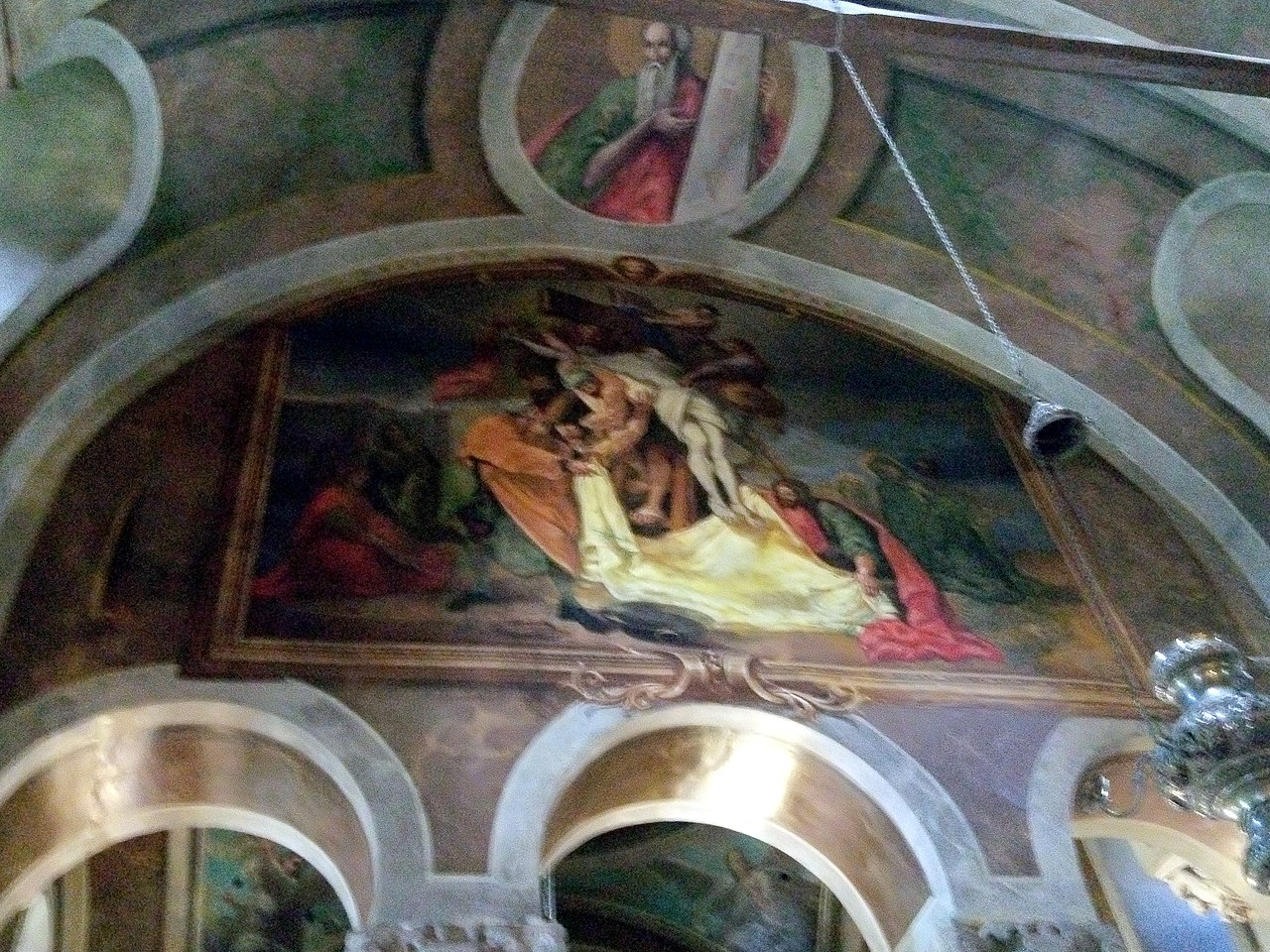
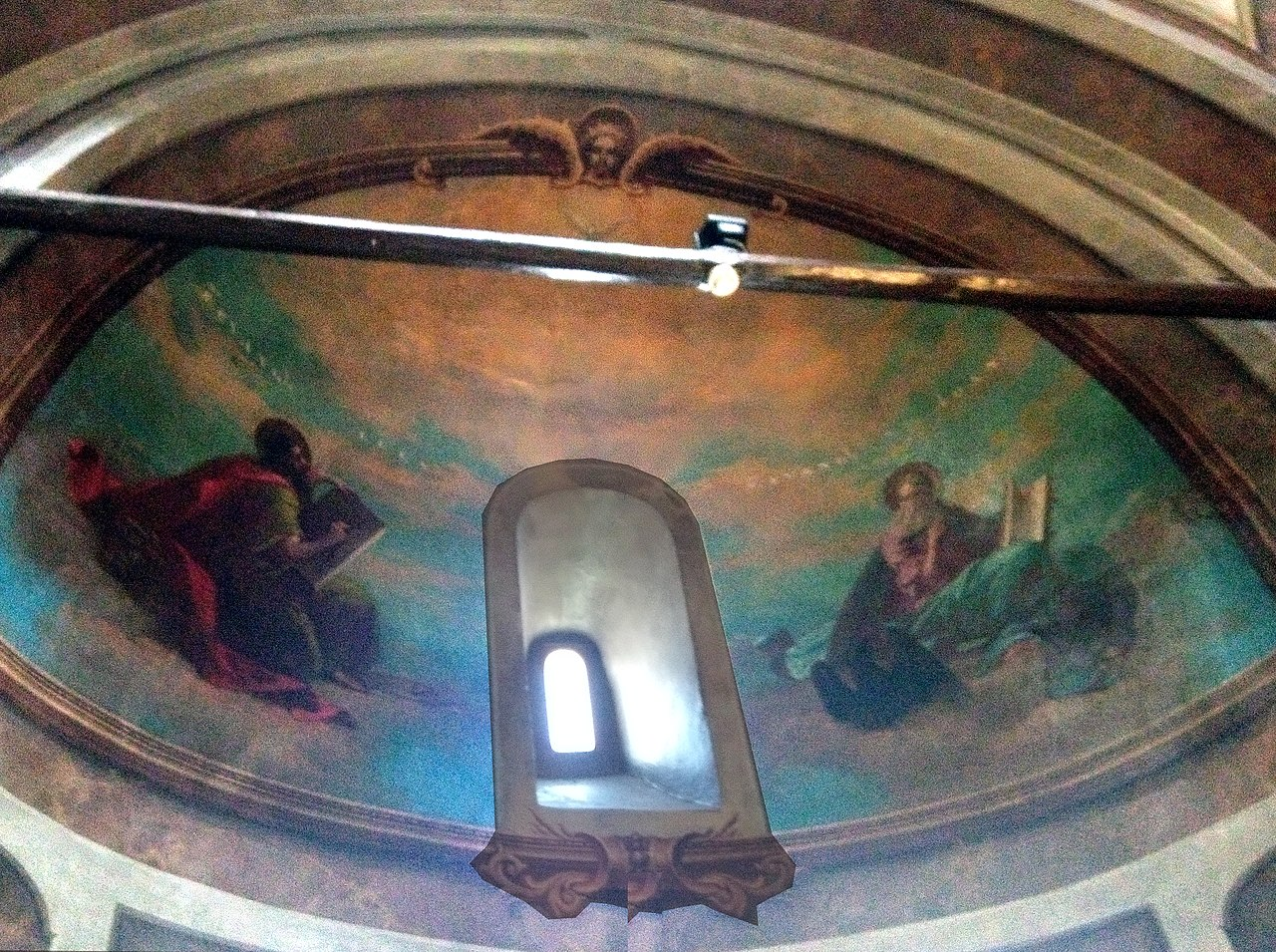
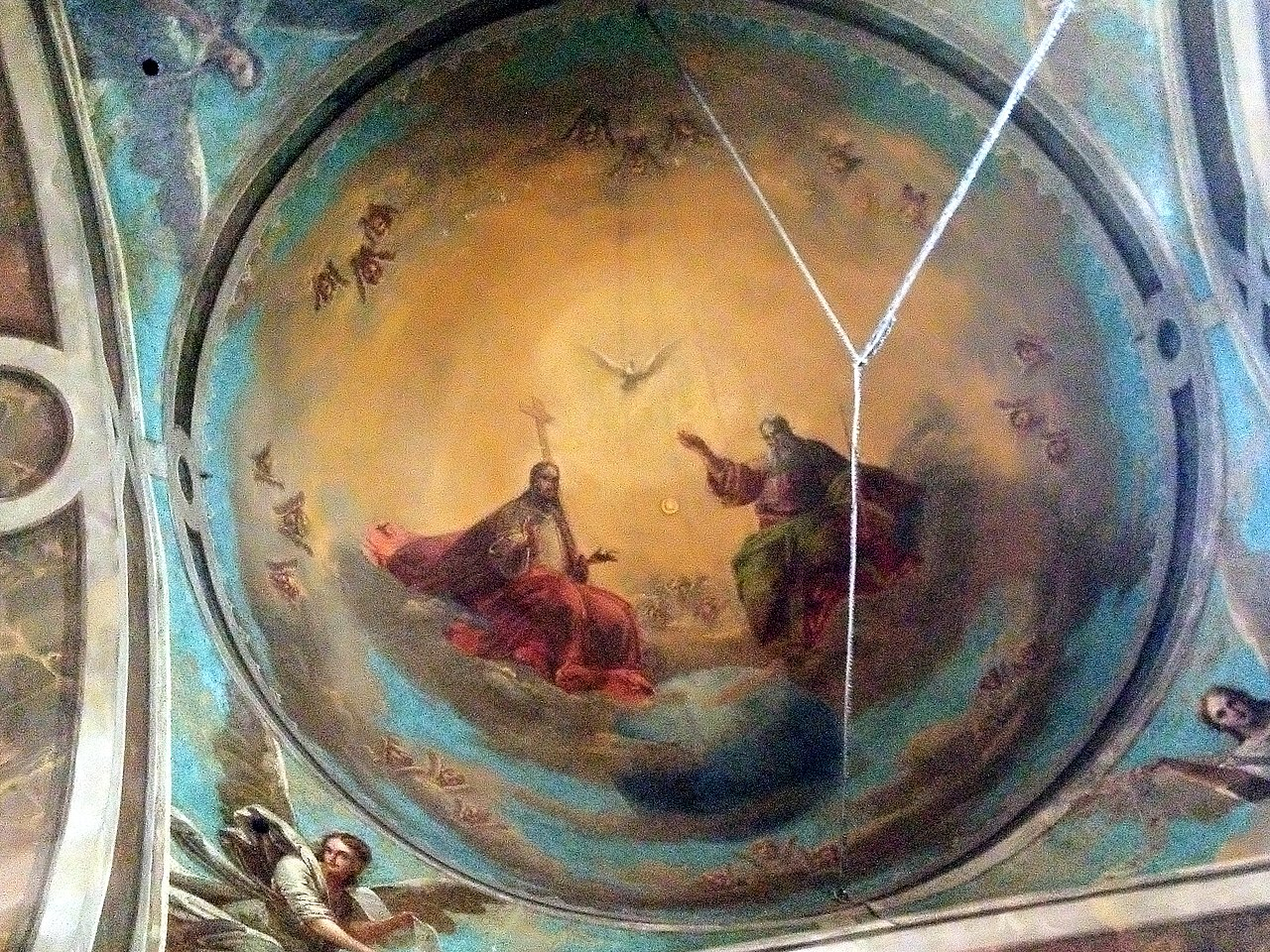
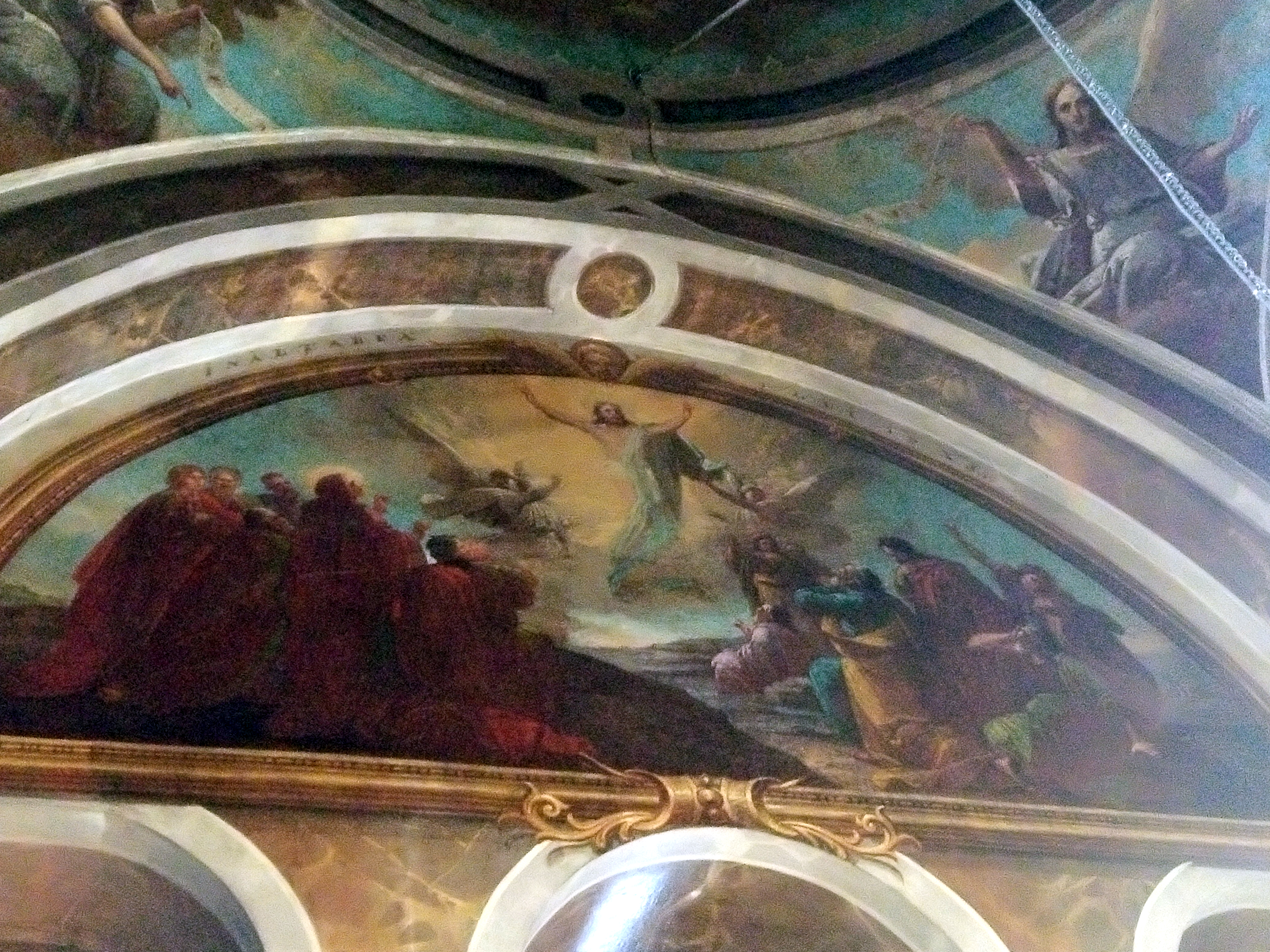
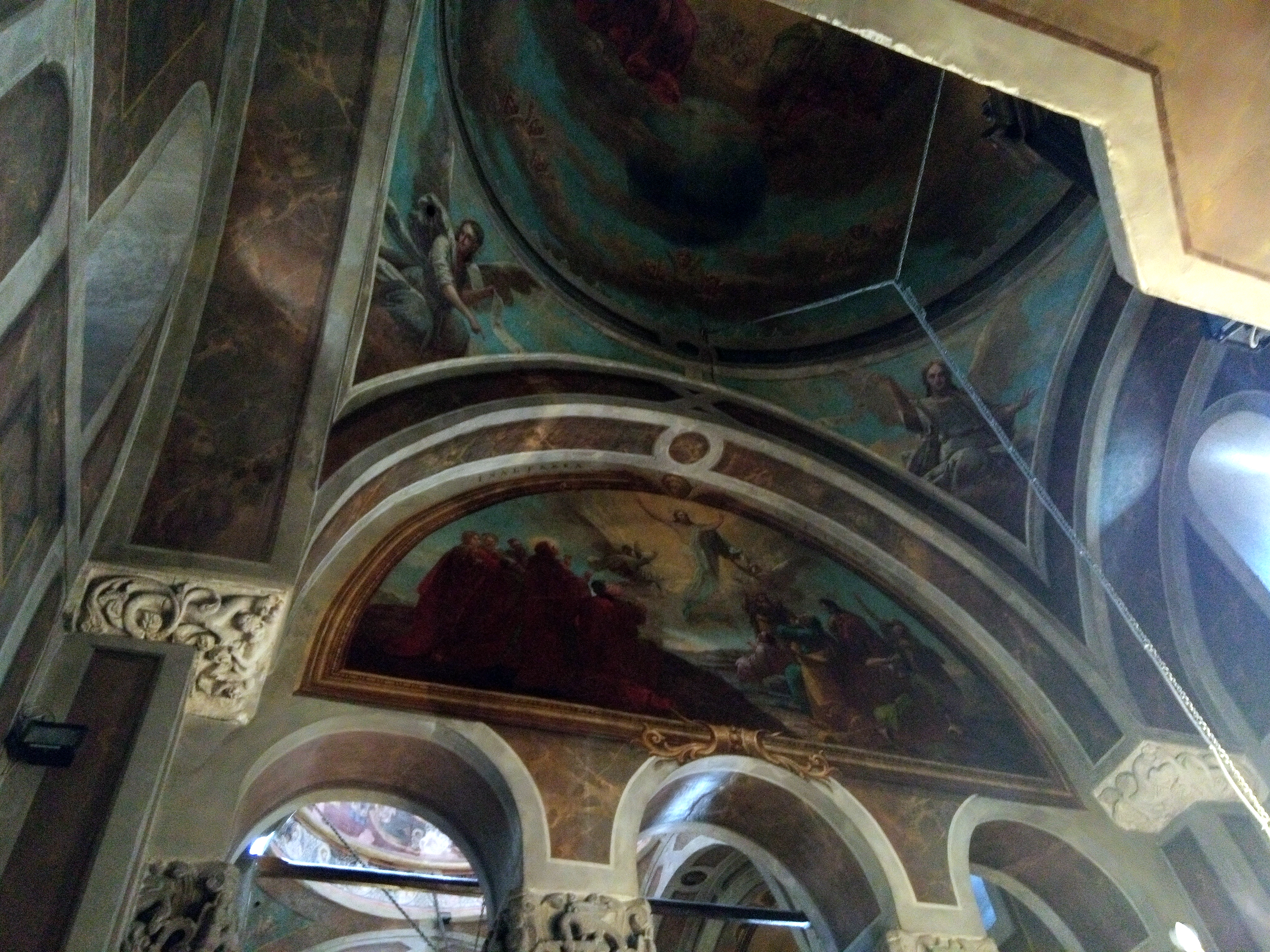